# Эзрин, Боб
Боб Эзрин (англ. Bob Ezrin, полное имя Роберт Алан Эзрин, англ. Robert Alan Ezrin; род. 25 марта 1949 года, Торонто, Канада) — канадский музыкальный продюсер, композитор и клавишник, прославившийся работой с такими исполнителями, как Alice Cooper, Лу Рид, Pink Floyd, Deep Purple, Peter Gabriel, Kiss, 30 Seconds to Mars, Nine Inch Nails.
Эзрин написал музыку ко многим фильмам, работал в качестве режиссёра и сам снимался в кино. Эзрин — успешный предприниматель, в числе созданных им компаний — 7th Level и Enigma Digital.
В 2004 году Боб Эзрин был введён в Canadian Music Hall of Fame, а в 2006 году — в Canadian Music Industry Hall of Fame. В настоящий момент он возглавляет компанию Live Nation и (в сотрудничестве с @radicalmedia) занимается кино-, теле- и театральными проектами.

## Альбомы, записанные Бобом Эзрином
- 30 Seconds to Mars
  - 30 Seconds to Mars (2002)
- Alice Cooper
  - Love It to Death (1971)
  - Killer (1971)
  - School’s Out (1972)
  - Billion Dollar Babies (1973)
  - Welcome to My Nightmare (1975)
  - Alice Cooper Goes to Hell (1976)
  - Lace and Whiskey (1977)
  - The Alice Cooper Show (1977)
  - DaDa (1983)
  - Brutal Planet (2000)
  - Dragontown (2001)
- Army of Anyone
  - Army of Anyone — (2006)
- Bonham
  - The Disregard of Timekeeping — (1989)
- Catherine Wheel
  - Adam and Eve — (1997)
- David Gilmour
  - About Face — (1984)
- Deep Purple
  - Now What?! — (2013)
  - inFinite — (2017)
  - Whoosh! — (2020)
  - Turning to Crime — (2021)
  - =1 — (2024)
- Deftones
  - Saturday Night Wrist — (2006)
- Escape From Earth
  - Three Seconds East — (2004)
- Hanoi Rocks
  - Two Steps From The Move — (1984)
- Héroes del Silencio
  - Avalancha — (1995)
- Hurricane[англ.]
  - Over the edge — (1988) (совместно с Майком Клинком)
- Jane's Addiction
  - Strays — (2003)
- The Jayhawks
  - Smile — (2000)
- Kansas
  - In the Spirit of Things — (1988)
- The Kings
  - The Kings Are Here — 1981
- Kiss
  - Destroyer — (1976)
  - Music from "The Elder" — (1981)
  - Revenge — (1992)
- Kula Shaker
  - Peasants, Pigs & Astronauts — (1999)
- Lou Reed
  - Berlin — (1973)
- Nine Inch Nails
  - «The Fragile» — (1999)
- Our Generation
  - «Our Generation» — (1971)
- Peter Gabriel
  - Peter Gabriel (I) — (1977)
- Pink Floyd
  - The Wall — (1979) (совместно с Гилмором, Уотерсом и Джеймсом Гатри)
  - A Momentary Lapse of Reason — (1987) (совместно с Гилмором)
  - The Division Bell — (1994) (совместно с Гилмором)
- Robin Black
  - Instant Classic — (2005)
- Rod Stewart
  - Every Beat Of My Heart — (1986)
- The Villebillies
  - Greatest Moment (single) — (2006)